# Alynda
Alynda é um gênero de traça pertencente à família Agonoxenidae.